# Daytona 500 2022
La Daytona 500 2022 è stata una gara del campionato NASCAR 2022 disputata il 20 febbraio 2022 presso il Daytona International Speedway di Daytona Beach. Disputata sulla lunghezza di 201 giri, è stata la 1ª gara del campionato NASCAR 2022, oltre che la 64ª edizione di tale evento.
Conclusa in regime di green-white-checker finish, ad aggiudicarsi la gara è stato il rookie Austin Cindric del Team Penske, al comando per 21 degli ultimi 45 giri e vittorioso dopo aver respinto gli assalti del suo compagno di squadra Ryan Blaney, di Brad Keselowski (RFK Racing) e di Bubba Wallace (23XI Racing), arrivato alla fine in seconda posizione. È stata la prima vittoria nella serie principale NASCAR per il rookie Austin Cindric. Il Team Penske ha dedicato la vittoria al leggendario telecronista Bob Jenkins, "voce" del campionato NASCAR per il canale ESPN dal 1981 al 2000.

## Il contesto
Il Daytona International Speedway è uno dei 3 superspeedway che ospitano gare della serie NASCAR, ovvero quei circuiti che superano le 2 miglia di lunghezza (gli altri 2 sono l'Indianapolis Motor Speedway e il Talladega Superspeedway). Il tracciato normale del Daytona International Speedway è un giro composto da 4 curve lungo 2,5 miglia (4 km). Le curve hanno una pendenza di 31 gradi, mentre il rettilineo di arrivo ha una pendenza di 18 gradi.
A causa della politica di riduzione dei costi prevista con l'introduzione della Next Gen Car a partire da questa edizione del campionato, è stato stabilito che la squadra vincitrice della gara dovrebbe mantenere la stessa macchina per tutta la durata della stagione invece di esporla alla Daytona 500 Experience, evento al quale si sarebbe dovuta presentare una copia identica dell'auto. Successivamente, è stato però annunciato che ad essere esposta alla Daytona 500 Experience sarà la macchina veramente utilizzata da Austin Cindric.
Due giorni prima della gara, i commissari della NASCAR hanno sequestrato i cerchioni utilizzati dal Team Penske e dalla RFK Racing, a causa di sospette modifiche di tali cerchioni in senso contrario al regolamento. I commissari della NASCAR hanno ritenuto che le due squadre abbiano allargato i fori di montaggio per consentire un cambio gomme più veloce; le squadre hanno invece sostenuto che le modifiche sono state fatte per motivi di sicurezza e che la NASCAR non ha risposto alle loro richieste su tale modifica.
Questa Daytona 500 è stata la prima edizione dal 2001 senza la presenza di Ryan Newman, vincitore della Daytona 500 del 2008. Inoltre si è avuto l'esordio di due nuove squadre: il The Money Team Racing e il Team Hezeberg. È stata infine la prima edizione dal 2016 a vedere in gara Greg Biffle e la prima presenza assoluta dell'ex-pilota di Formula 1 Jacques Villeneuve (il canadese non si era riuscito a qualificare nell'edizione 2008).

### Partecipanti
- W - piloti già vincitori della Daytona 500.
- R - pilota al 1º anno di partecipazione (rookie).
- i - pilota non in corsa per il campionato NASCAR 2022.

| N.                           | Pilota               | Squadra                                         | Costruttore |
| ---------------------------- | -------------------- | ----------------------------------------------- | ----------- |
| 1                            | Ross Chastain        | Trackhouse Racing Team                          | Chevrolet   |
| 2                            | Austin Cindric (R)   | Team Penske                                     | Ford        |
| 3                            | Austin Dillon (W)    | Richard Childress Racing                        | Chevrolet   |
| 4                            | Kevin Harvick (W)    | Stewart-Haas Racing                             | Ford        |
| 5                            | Kyle Larson          | Hendrick Motorsports                            | Chevrolet   |
| 6                            | Brad Keselowski      | RFK Racing                                      | Ford        |
| 7                            | Corey LaJoie         | Spire Motorsports                               | Chevrolet   |
| 8                            | Tyler Reddick        | Richard Childress Racing                        | Chevrolet   |
| 9                            | Chase Elliott        | Hendrick Motorsports                            | Chevrolet   |
| 10                           | Aric Almirola        | Stewart-Haas Racing                             | Ford        |
| 11                           | Denny Hamlin (W)     | Joe Gibbs Racing                                | Toyota      |
| 12                           | Ryan Blaney          | Team Penske                                     | Ford        |
| 14                           | Chase Briscoe        | Stewart-Haas Racing                             | Ford        |
| 15                           | David Ragan          | Rick Ware Racing                                | Ford        |
| 16                           | Daniel Hemric (i)    | Kaulig Racing                                   | Chevrolet   |
| 17                           | Chris Buescher       | RFK Racing                                      | Ford        |
| 18                           | Kyle Busch           | Joe Gibbs Racing                                | Toyota      |
| 19                           | Martin Truex Jr.     | Joe Gibbs Racing                                | Toyota      |
| 20                           | Christopher Bell     | Joe Gibbs Racing                                | Toyota      |
| 21                           | Harrison Burton (R)  | Wood Brothers Racing                            | Ford        |
| 22                           | Joey Logano (W)      | Team Penske                                     | Ford        |
| 23                           | Bubba Wallace        | 23XI Racing                                     | Toyota      |
| 24                           | William Byron        | Hendrick Motorsports                            | Chevrolet   |
| 27                           | Jacques Villeneuve   | Team Hezeberg Powered by Reaume Brothers Racing | Ford        |
| 31                           | Justin Haley         | Kaulig Racing                                   | Chevrolet   |
| 34                           | Michael McDowell (W) | Front Row Motorsports                           | Ford        |
| 38                           | Todd Gilliland (R)   | Front Row Motorsports                           | Ford        |
| 41                           | Cole Custer          | Stewart-Haas Racing                             | Ford        |
| 42                           | Ty Dillon            | Petty GMS Motorsports                           | Chevrolet   |
| 43                           | Erik Jones           | Petty GMS Motorsports                           | Chevrolet   |
| 44                           | Greg Biffle (i)      | NY Racing Team                                  | Chevrolet   |
| 45                           | Kurt Busch (W)       | 23XI Racing                                     | Toyota      |
| 47                           | Ricky Stenhouse Jr.  | JTG Daugherty Racing                            | Chevrolet   |
| 48                           | Alex Bowman          | Hendrick Motorsports                            | Chevrolet   |
| 50                           | Kaz Grala (i)        | The Money Team Racing                           | Chevrolet   |
| 51                           | Cody Ware            | Rick Ware Racing                                | Ford        |
| 55                           | J.J. Yeley (i)       | MBM Motorsports                                 | Ford        |
| 62                           | Noah Gragson (i)     | Beard Motorsports                               | Chevrolet   |
| 66                           | Timmy Hill (i)       | MBM Motorsports                                 | Ford        |
| 77                           | Landon Cassill (i)   | Spire Motorsports                               | Chevrolet   |
| 78                           | B.J. McLeod          | Live Fast Motorsports                           | Ford        |
| 99                           | Daniel Suárez        | Trackhouse Racing Team                          | Chevrolet   |
| Lista ufficiale partecipanti |                      |                                                 |             |

## Prove

### Prima sessione (15 febbraio)
Michael McDowell è stato il pilota più veloce nella prima sessione di prove con il tempo di 46.696 secondi e una velocità media di 192.736 miglia orarie (310.179 km/h).
| Pos                                | N. | Pilota           | Squadra               | Costruttore | Tempo (s) | Velocità (m/h) |
| ---------------------------------- | -- | ---------------- | --------------------- | ----------- | --------- | -------------- |
| 1                                  | 34 | Michael McDowell | Front Row Motorsports | Ford        | 46.696    | 192.736        |
| 2                                  | 15 | David Ragan      | Rick Ware Racing      | Ford        | 46.713    | 192.666        |
| 3                                  | 38 | Todd Gilliland   | Front Row Motorsports | Ford        | 47.717    | 192.649        |
| Risultati ufficiali prima sessione |    |                  |                       |             |           |                |

### Seconda sessione (15 febbraio)
Ryan Blaney è stato il pilota più veloce nella seconda sessione di prove con il tempo di 46.732 secondi e una velocità media di 192.588 miglia orarie (309.940 km/h).
| Pos                                  | N. | Pilota      | Squadra             | Costruttore | Tempo (s) | Velocità (m/h) |
| ------------------------------------ | -- | ----------- | ------------------- | ----------- | --------- | -------------- |
| 1                                    | 12 | Ryan Blaney | Team Penske         | Ford        | 46.732    | 192.588        |
| 2                                    | 22 | Joey Logano | Team Penske         | Ford        | 46.842    | 192.135        |
| 3                                    | 41 | Cole Custer | Stewart-Haas Racing | Ford        | 47.095    | 191.103        |
| Risultati ufficiali seconda sessione |    |             |                     |             |           |                |

## Qualifiche
Kyle Larson ha ottenuto la pole position con il tempo di 49.680 secondi e con una velocità media di 181.159 miglia orarie (291,547 km/h).

### Risultati delle qualifiche
| Pos                            | N. | Pilota              | Squadra                                         | Costruttore | Round 1 | Round 2 |
| ------------------------------ | -- | ------------------- | ----------------------------------------------- | ----------- | ------- | ------- |
| 1                              | 5  | Kyle Larson         | Hendrick Motorsports                            | Chevrolet   | 49.789  | 49.680  |
| 2                              | 48 | Alex Bowman         | Hendrick Motorsports                            | Chevrolet   | 49.870  | 49.711  |
| 3                              | 24 | William Byron       | Hendrick Motorsports                            | Chevrolet   | 49.765  | 49.765  |
| 4                              | 10 | Aric Almirola       | Stewart-Haas Racing                             | Ford        | 49.946  | 49.854  |
| 5                              | 9  | Chase Elliott       | Hendrick Motorsports                            | Chevrolet   | 49.927  | 49.913  |
| 6                              | 19 | Martin Truex Jr.    | Joe Gibbs Racing                                | Toyota      | 50.078  | 49.989  |
| 7                              | 1  | Ross Chastain       | Trackhouse Racing Team                          | Chevrolet   | 50.051  | 50.043  |
| 8                              | 11 | Denny Hamlin        | Joe Gibbs Racing                                | Toyota      | 50.152  | 50.077  |
| 9                              | 99 | Daniel Suárez       | Trackhouse Racing Team                          | Chevrolet   | 50.157  | 50.106  |
| 10                             | 21 | Harrison Burton (R) | Wood Brothers Racing                            | Ford        | 50.139  | 50.137  |
| 11                             | 16 | Daniel Hemric (i)   | Kaulig Racing                                   | Chevrolet   | 50.159  | —       |
| 12                             | 22 | Joey Logano         | Team Penske                                     | Ford        | 50.160  | —       |
| 13                             | 12 | Ryan Blaney         | Team Penske                                     | Ford        | 50.162  | —       |
| 14                             | 20 | Christopher Bell    | Joe Gibbs Racing                                | Toyota      | 50.187  | —       |
| 15                             | 8  | Tyler Reddick       | Richard Childress Racing                        | Chevrolet   | 50.191  | —       |
| 16                             | 23 | Bubba Wallace       | 23XI Racing                                     | Toyota      | 50.196  | —       |
| 17                             | 6  | Brad Keselowski     | RFK Racing                                      | Ford        | 50.196  | —       |
| 18                             | 18 | Kyle Busch          | Joe Gibbs Racing                                | Toyota      | 50.202  | —       |
| 19                             | 14 | Chase Briscoe       | Stewart-Haas Racing                             | Ford        | 50.203  | —       |
| 20                             | 3  | Austin Dillon       | Richard Childress Racing                        | Chevrolet   | 50.204  | —       |
| 21                             | 2  | Austin Cindric (R)  | Team Penske                                     | Ford        | 50.205  | —       |
| 22                             | 34 | Michael McDowell    | Front Row Motorsports                           | Ford        | 50.209  | —       |
| 23                             | 43 | Erik Jones          | Petty GMS Motorsports                           | Chevrolet   | 50.218  | —       |
| 24                             | 42 | Ty Dillon           | Petty GMS Motorsports                           | Chevrolet   | 50.225  | —       |
| 25                             | 45 | Kurt Busch          | 23XI Racing                                     | Toyota      | 50.285  | —       |
| 26                             | 4  | Kevin Harvick       | Stewart-Haas Racing                             | Ford        | 50.312  | —       |
| 27                             | 31 | Justin Haley        | Kaulig Racing                                   | Chevrolet   | 50.315  | —       |
| 28                             | 17 | Chris Buescher      | RFK Racing                                      | Ford        | 50.378  | —       |
| 29                             | 41 | Cole Custer         | Stewart-Haas Racing                             | Ford        | 50.539  | —       |
| 30                             | 7  | Corey LaJoie        | Spire Motorsports                               | Chevrolet   | 50.550  | —       |
| 31                             | 38 | Todd Gilliland (R)  | Front Row Motorsports                           | Ford        | 50.559  | —       |
| 32                             | 47 | Ricky Stenhouse Jr. | JTG Daugherty Racing                            | Chevrolet   | 50.639  | —       |
| 33                             | 62 | Noah Gragson (i)    | Beard Motorsports                               | Chevrolet   | 50.689  | —       |
| 34                             | 77 | Landon Cassill (i)  | Spire Motorsports                               | Chevrolet   | 50.884  | —       |
| 35                             | 51 | Cody Ware           | Rick Ware Racing                                | Ford        | 50.928  | —       |
| 36                             | 27 | Jacques Villeneuve  | Team Hezeberg Powered by Reaume Brothers Racing | Ford        | 51.010  | —       |
| 37                             | 50 | Kaz Grala (i)       | The Money Team Racing                           | Chevrolet   | 51.094  | —       |
| 38                             | 44 | Greg Biffle (i)     | NY Racing Team                                  | Chevrolet   | 51.100  | —       |
| 39                             | 78 | B.J. McLeod         | Live Fast Motorsports                           | Ford        | 51.153  | —       |
| 40                             | 15 | David Ragan         | Rick Ware Racing                                | Ford        | 51.216  | —       |
| 41                             | 55 | J.J. Yeley (i)      | MBM Motorsports                                 | Ford        | 52.005  | —       |
| 42                             | 66 | Timmy Hill (i)      | MBM Motorsports                                 | Ford        | 52.263  | —       |
| Risultati ufficiali qualifiche |    |                     |                                                 |             |         |         |

## Bluegreen Vacations Duel
I Bluegreen Vacations Duel consistono in due gare che precedono la Daytona 500 percorse ognuna sulla lunghezza di 60 giri (150 miglia circa), con lo scopo di determinare la griglia di partenza della Daytona 500 per le posizioni dalla 3ª piazza alla 32ª. La prima gara determina le posizioni "dispari", mentre la seconda le posizioni "pari". Le posizioni dalla 33ª alla 36ª sono state determinate dai piloti che hanno totalizzato il tempo migliore fra quelle che non hanno ottenuto una classifica migliore in entrambe le gare. Le posizioni in griglia dalla 37ª alla 40ª sono state determinate grazie alle auto delle squadre miglior classificate nella classifica costruttori della stagione 2019 che non sono riuscite a rientrare nelle due categorie precedenti.

### Duel1
| Pos                        | Griglia | N  | Pilota             | Squadra                  | Costruttore | Giri | Punti |
| -------------------------- | ------- | -- | ------------------ | ------------------------ | ----------- | ---- | ----- |
| 1                          | 9       | 6  | Brad Keselowski    | RFK Racing               | Ford        | 60   | 10    |
| 2                          | 11      | 2  | Austin Cindric (R) | Team Penske              | Ford        | 60   | 9     |
| 3                          | 7       | 12 | Ryan Blaney        | Team Penske              | Ford        | 60   | 8     |
| 4                          | 10      | 14 | Chase Briscoe      | Stewart-Haas Racing      | Ford        | 60   | 7     |
| 5                          | 3       | 9  | Chase Elliott      | Hendrick Motorsports     | Chevrolet   | 60   | 6     |
| 6                          | 12      | 43 | Erik Jones         | Petty GMS Motorsports    | Chevrolet   | 60   | 5     |
| 7                          | 1       | 5  | Kyle Larson        | Hendrick Motorsports     | Chevrolet   | 60   | 4     |
| 8                          | 8       | 8  | Tyler Reddick      | Richard Childress Racing | Chevrolet   | 60   | 3     |
| 9                          | 13      | 45 | Kurt Busch         | 23XI Racing              | Toyota      | 60   | 2     |
| 10                         | 4       | 1  | Ross Chastain      | Trackhouse Racing Team   | Chevrolet   | 60   | 1     |
| 11                         | 5       | 99 | Daniel Suárez      | Trackhouse Racing Team   | Chevrolet   | 60   | 0     |
| 12                         | 2       | 24 | William Byron      | Hendrick Motorsports     | Chevrolet   | 60   | 0     |
| 13                         | 14      | 31 | Justin Haley       | Kaulig Racing            | Chevrolet   | 60   | 0     |
| 14                         | 18      | 77 | Landon Cassill (i) | Spire Motorsports        | Chevrolet   | 60   | 0     |
| 15                         | 16      | 38 | Todd Gilliland (R) | Front Row Motorsports    | Ford        | 60   | 0     |
| 16                         | 15      | 41 | Cole Custer        | Stewart-Haas Racing      | Ford        | 59   | 0     |
| 17                         | 6       | 16 | Daniel Hemric (i)  | Kaulig Racing            | Chevrolet   | 59   | 0     |
| 18                         | 19      | 50 | Kaz Grala (i)      | The Money Team Racing    | Chevrolet   | 58   | 0     |
| 19                         | 21      | 55 | J. J. Yeley (i)    | MBM Motorsports          | Ford        | 58   | 0     |
| 20                         | 20      | 78 | B. J. McLeod       | Live Fast Motorsports    | Ford        | 58   | 0     |
| 21                         | 17      | 62 | Noah Gragson (i)   | Beard Motorsports        | Chevrolet   | 57   | 0     |
| Risultati ufficiali Duel 1 |         |    |                    |                          |             |      |       |

### Duel2
| Pos                        | Griglia | N  | Pilota              | Squadra                                         | Costruttore | Giri | Punti |
| -------------------------- | ------- | -- | ------------------- | ----------------------------------------------- | ----------- | ---- | ----- |
| 1                          | 14      | 17 | Chris Buescher      | RFK Racing                                      | Ford        | 60   | 10    |
| 2                          | 11      | 34 | Michael McDowell    | Front Row Motorsports                           | Ford        | 60   | 9     |
| 3                          | 5       | 21 | Harrison Burton (R) | Wood Brothers Racing                            | Ford        | 60   | 8     |
| 4                          | 9       | 18 | Kyle Busch          | Joe Gibbs Racing                                | Toyota      | 60   | 7     |
| 5                          | 7       | 20 | Christopher Bell    | Joe Gibbs Racing                                | Toyota      | 60   | 6     |
| 6                          | 3       | 19 | Martin Truex Jr.    | Joe Gibbs Racing                                | Toyota      | 60   | 5     |
| 7                          | 8       | 23 | Bubba Wallace       | 23XI Racing                                     | Toyota      | 60   | 4     |
| 8                          | 16      | 47 | Ricky Stenhouse Jr. | JTG Daugherty Racing                            | Chevrolet   | 60   | 3     |
| 9                          | 6       | 22 | Joey Logano         | Team Penske                                     | Ford        | 59   | 2     |
| 10                         | 13      | 4  | Kevin Harvick       | Stewart-Haas Racing                             | Ford        | 59   | 1     |
| 11                         | 15      | 7  | Corey LaJoie        | Spire Motorsports                               | Chevrolet   | 59   | 0     |
| 12                         | 12      | 42 | Ty Dillon           | Petty GMS Motorsports                           | Chevrolet   | 59   | 0     |
| 13                         | 19      | 44 | Greg Biffle (i)     | NY Racing Team                                  | Chevrolet   | 59   | 0     |
| 14                         | 1       | 48 | Alex Bowman         | Hendrick Motorsports                            | Chevrolet   | 59   | 0     |
| 15                         | 4       | 11 | Denny Hamlin        | Joe Gibbs Racing                                | Toyota      | 59   | 0     |
| 16                         | 17      | 51 | Cody Ware           | Rick Ware Racing                                | Ford        | 59   | 0     |
| 17                         | 20      | 15 | David Ragan         | Rick Ware Racing                                | Ford        | 58   | 0     |
| 18                         | 10      | 3  | Austin Dillon       | Richard Childress Racing                        | Chevrolet   | 58   | 0     |
| 19                         | 2       | 10 | Aric Almirola       | Stewart-Haas Racing                             | Ford        | 58   | 0     |
| 20                         | 21      | 66 | Timmy Hill (i)      | MBM Motorsports                                 | Ford        | 56   | 0     |
| 21                         | 18      | 27 | Jacques Villeneuve  | Team Hezeberg Powered by Reaume Brothers Racing | Ford        | 34   | 0     |
| Risultati ufficiali Duel 2 |         |    |                     |                                                 |             |      |       |

### Griglia di partenza
| 1                             | 5  | Kyle Larson         | Hendrick Motorsports                            | Chevrolet | Pole in qualifica     |
| 2                             | 48 | Alex Bowman         | Hendrick Motorsports                            | Chevrolet | 2º tempo in qualifica |
| 3                             | 6  | Brad Keselowski     | RFK Racing                                      | Ford      | Vincitore Duel 1      |
| 4                             | 17 | Chris Buescher      | RFK Racing                                      | Ford      | Vincitore Duel 2      |
| 5                             | 2  | Austin Cindric (R)  | Team Penske                                     | Ford      | 2° nel Duel 1         |
| 6                             | 34 | Michael McDowell    | Front Row Motorsports                           | Ford      | 2° nel Duel 2         |
| 7                             | 12 | Ryan Blaney         | Team Penske                                     | Ford      | 3° nel Duel 1         |
| 8                             | 21 | Harrison Burton (R) | Wood Brothers Racing                            | Ford      | 3° nel Duel 2         |
| 9                             | 14 | Chase Briscoe       | Stewart-Haas Racing                             | Ford      | 4° nel Duel 1         |
| 10                            | 18 | Kyle Busch          | Joe Gibbs Racing                                | Toyota    | 4° nel Duel 2         |
| 11                            | 9  | Chase Elliott       | Hendrick Motorsports                            | Chevrolet | 5° nel Duel 1         |
| 12                            | 20 | Christopher Bell    | Joe Gibbs Racing                                | Toyota    | 5° nel Duel 2         |
| 13                            | 43 | Erik Jones          | Petty GMS Motorsports                           | Chevrolet | 6° nel Duel 1         |
| 14                            | 19 | Martin Truex Jr.    | Joe Gibbs Racing                                | Toyota    | 6° nel Duel 2         |
| 15                            | 8  | Tyler Reddick       | Richard Childress Racing                        | Chevrolet | 8° nel Duel 1         |
| 16                            | 23 | Bubba Wallace       | 23XI Racing                                     | Toyota    | 7° nel Duel 2         |
| 17                            | 45 | Kurt Busch          | 23XI Racing                                     | Toyota    | 9° nel Duel 1         |
| 18                            | 47 | Ricky Stenhouse Jr. | JTG Daugherty Racing                            | Chevrolet | 8° nel Duel 2         |
| 19                            | 1  | Ross Chastain       | Trackhouse Racing Team                          | Chevrolet | 10° nel Duel 1        |
| 20                            | 22 | Joey Logano         | Team Penske                                     | Ford      | 9° nel Duel 2         |
| 21                            | 99 | Daniel Suárez       | Trackhouse Racing Team                          | Chevrolet | 11° nel Duel 1        |
| 22                            | 4  | Kevin Harvick       | Stewart-Haas Racing                             | Ford      | 10° nel Duel 2        |
| 23                            | 24 | William Byron       | Hendrick Motorsports                            | Chevrolet | 12° nel Duel 1        |
| 24                            | 7  | Corey LaJoie        | Spire Motorsports                               | Chevrolet | 11° nel Duel 2        |
| 25                            | 31 | Justin Haley        | Kaulig Racing                                   | Chevrolet | 13° nel Duel 1        |
| 26                            | 42 | Ty Dillon           | Petty GMS Motorsports                           | Chevrolet | 12° nel Duel 2        |
| 27                            | 77 | Landon Cassill (i)  | Spire Motorsports                               | Chevrolet | 14° nel Duel 1        |
| 28                            | 44 | Greg Biffle (i)     | NY Racing Team                                  | Chevrolet | 13° nel Duel 2        |
| 29                            | 38 | Todd Gilliland (R)  | Front Row Motorsports                           | Ford      | 15° nel Duel 1        |
| 30                            | 11 | Denny Hamlin        | Joe Gibbs Racing                                | Toyota    | 15° nel Duel 2        |
| 31                            | 41 | Cole Custer         | Stewart-Haas Racing                             | Ford      | 16° nel Duel 1        |
| 32                            | 51 | Cody Ware           | Rick Ware Racing                                | Ford      | 16° nel Duel 2        |
| 33                            | 16 | Daniel Hemric (i)   | Kaulig Racing                                   | Chevrolet | 17° nel Duel 1        |
| 34                            | 15 | David Ragan         | Rick Ware Racing                                | Ford      | 17° nel Duel 2        |
| 35                            | 50 | Kaz Grala (i)       | The Money Team Racing                           | Chevrolet | 18° nel Duel 1        |
| 36                            | 3  | Austin Dillon       | Richard Childress Racing                        | Chevrolet | 18° nel Duel 2        |
| 37                            | 78 | B. J. McLeod        | Live Fast Motorsports                           | Ford      | 20° nel Duel 1        |
| 38                            | 10 | Aric Almirola       | Stewart-Haas Racing                             | Ford      | 19° nel Duel 2        |
| 39                            | 62 | Noah Gragson (i)    | Beard Motorsports                               | Chevrolet | Qualifying speed      |
| 40                            | 27 | Jacques Villeneuve  | Team Hezeberg Powered by Reaume Brothers Racing | Ford      | Qualifying speed      |
| Non qualificati               |    |                     |                                                 |           |                       |
| 41                            | 55 | J. J. Yeley (i)     | MBM Motorsports                                 | Ford      |                       |
| 42                            | 66 | Timmy Hill (i)      | MBM Motorsports                                 | Ford      |                       |
| Griglia di partenza ufficiale |    |                     |                                                 |           |                       |

## Prove (post-Duels)

### Terza sessione (18 febbraio)
Michael McDowell è stato il pilota più veloce nella terza sessione di prove con il tempo di 46.710 secondi e una velocità media di 192.678 miglia orarie (310.085 km/h).
| Pos                                | N. | Pilota             | Squadra               | Costruttore | Tempo (s) | Velocità (m/h) |
| ---------------------------------- | -- | ------------------ | --------------------- | ----------- | --------- | -------------- |
| 1                                  | 34 | Michael McDowell   | Front Row Motorsports | Ford        | 46.710    | 192.678        |
| 2                                  | 38 | Todd Gilliland (R) | Front Row Motorsports | Ford        | 46.787    | 192.361        |
| 3                                  | 15 | David Ragan        | Rick Ware Racing      | Ford        | 46.808    | 192.275        |
| Risultati ufficiali terza sessione |    |                    |                       |             |           |                |

### Ultima sessione (19 febbraio)
Harrison Burton è stato il pilota più veloce nell'ultima sessione di prove con il tempo di 47.782 secondi e una velocità media di 188.355 miglia orarie (303.128 km/h).
| Pos                                 | N. | Pilota              | Squadra              | Costruttore | Tempo (s) | Velocità (m/h) |
| ----------------------------------- | -- | ------------------- | -------------------- | ----------- | --------- | -------------- |
| 1                                   | 21 | Harrison Burton (R) | Wood Brothers Racing | Ford        | 47.782    | 188.355        |
| 2                                   | 22 | Joey Logano         | Team Penske          | Ford        | 47.790    | 188.324        |
| 3                                   | 2  | Austin Cindric (R)  | Team Penske          | Ford        | 47.805    | 188.265        |
| Risultati ufficiali ultima sessione |    |                     |                      |             |           |                |

## Gara

### Risultati

#### Stage1
65 giri
| Pos                      | N  | Pilota              | Squadra                  | Costruttore | Punti |
| ------------------------ | -- | ------------------- | ------------------------ | ----------- | ----- |
| 1                        | 19 | Martin Truex Jr.    | Joe Gibbs Racing         | Toyota      | 10    |
| 2                        | 6  | Brad Keselowski     | RFK Racing               | Ford        | 9     |
| 3                        | 38 | Todd Gilliland (R)  | Front Row Motorsports    | Ford        | 8     |
| 4                        | 47 | Ricky Stenhouse Jr. | JTG Daugherty Racing     | Chevrolet   | 7     |
| 5                        | 22 | Joey Logano         | Team Penske              | Ford        | 6     |
| 6                        | 3  | Austin Dillon       | Richard Childress Racing | Chevrolet   | 5     |
| 7                        | 45 | Kurt Busch          | 23XI Racing              | Toyota      | 4     |
| 8                        | 43 | Erik Jones          | Petty GMS Racing         | Chevrolet   | 3     |
| 9                        | 5  | Kyle Larson         | Hendrick Motorsports     | Chevrolet   | 2     |
| 10                       | 9  | Chase Elliott       | Hendrick Motorsports     | Chevrolet   | 1     |
| Risultati ufficiali gara |    |                     |                          |             |       |

#### Stage2
65 giri
| Pos                      | N  | Pilota              | Squadra               | Costruttore | Punti |
| ------------------------ | -- | ------------------- | --------------------- | ----------- | ----- |
| 1                        | 19 | Martin Truex Jr.    | Joe Gibbs Racing      | Toyota      | 10    |
| 2                        | 22 | Joey Logano         | Team Penske           | Ford        | 9     |
| 3                        | 23 | Bubba Wallace       | 23XI Racing           | Toyota      | 8     |
| 4                        | 6  | Brad Keselowski     | RFK Racing            | Ford        | 7     |
| 5                        | 47 | Ricky Stenhouse Jr. | JTG Daugherty Racing  | Chevrolet   | 6     |
| 6                        | 2  | Austin Cindric (R)  | Team Penske           | Ford        | 5     |
| 7                        | 17 | Chris Buescher      | RFK Racing            | Ford        | 4     |
| 8                        | 4  | Kevin Harvick       | Stewart-Haas Racing   | Ford        | 3     |
| 9                        | 5  | Kyle Larson         | Hendrick Motorsports  | Chevrolet   | 2     |
| 10                       | 38 | Todd Gilliland (R)  | Front Row Motorsports | Ford        | 1     |
| Risultati ufficiali gara |    |                     |                       |             |       |

#### Final Stage
71 giri
| Pos                      | N  | Pilota | Squadra             | Costruttore                                     | Giri      | Punti |    |
| ------------------------ | -- | ------ | ------------------- | ----------------------------------------------- | --------- | ----- | -- |
| 1                        | 5  | 2      | Austin Cindric (R)  | Team Penske                                     | Ford      | 201   | 45 |
| 2                        | 16 | 23     | Bubba Wallace       | 23XI Racing                                     | Toyota    | 201   | 43 |
| 3                        | 9  | 14     | Chase Briscoe       | Stewart-Haas Racing                             | Ford      | 201   | 34 |
| 4                        | 7  | 12     | Ryan Blaney         | Team Penske                                     | Ford      | 201   | 33 |
| 5                        | 38 | 10     | Aric Almirola       | Stewart-Haas Racing                             | Ford      | 201   | 32 |
| 6                        | 10 | 18     | Kyle Busch          | Joe Gibbs Racing                                | Toyota    | 201   | 31 |
| 7                        | 6  | 34     | Michael McDowell    | Front Row Motorsports                           | Ford      | 201   | 30 |
| 8                        | 34 | 15     | David Ragan         | Rick Ware Racing                                | Ford      | 201   | 29 |
| 9                        | 3  | 6      | Brad Keselowski     | RFK Racing                                      | Ford      | 201   | 44 |
| 10                       | 11 | 9      | Chase Elliott       | Hendrick Motorsports                            | Chevrolet | 201   | 28 |
| 11                       | 26 | 42     | Ty Dillon           | Petty GMS Motorsports                           | Chevrolet | 201   | 26 |
| 12                       | 33 | 16     | Daniel Hemric (i)   | Kaulig Racing                                   | Chevrolet | 201   | 0  |
| 13                       | 14 | 19     | Martin Truex Jr.    | Joe Gibbs Racing                                | Toyota    | 201   | 44 |
| 14                       | 24 | 7      | Corey LaJoie        | Spire Motorsports                               | Chevrolet | 201   | 23 |
| 15                       | 27 | 77     | Landon Cassill (i)  | Spire Motorsports                               | Chevrolet | 201   | 0  |
| 16                       | 4  | 17     | Chris Buescher      | RFK Racing                                      | Ford      | 200   | 25 |
| 17                       | 32 | 51     | Cody Ware           | Rick Ware Racing                                | Ford      | 200   | 20 |
| 18                       | 21 | 99     | Daniel Suárez       | Trackhouse Racing Team                          | Chevrolet | 199   | 19 |
| 19                       | 17 | 45     | Kurt Busch          | 23XI Racing                                     | Toyota    | 199   | 22 |
| 20                       | 31 | 41     | Cole Custer         | Stewart-Haas Racing                             | Ford      | 199   | 17 |
| 21                       | 20 | 22     | Joey Logano         | Team Penske                                     | Ford      | 198   | 31 |
| 22                       | 40 | 27     | Jacques Villeneuve  | Team Hezeberg Powered by Reaume Brothers Racing | Ford      | 198   | 15 |
| 23                       | 25 | 31     | Justin Haley        | Kaulig Racing                                   | Chevrolet | 198   | 14 |
| 24                       | 2  | 48     | Alex Bowman         | Hendrick Motorsports                            | Chevrolet | 197   | 13 |
| 25                       | 36 | 3      | Austin Dillon       | Richard Childress Racing                        | Chevrolet | 197   | 17 |
| 26                       | 35 | 50     | Kaz Grala (i)       | The Money Team Racing                           | Chevrolet | 196   | 11 |
| 27                       | 37 | 78     | B. J. McLeod        | Live Fast Motorsports                           | Ford      | 196   | 10 |
| 28                       | 18 | 47     | Ricky Stenhouse Jr. | JTG Daugherty Racing                            | Chevrolet | 194   | 22 |
| 29                       | 13 | 43     | Erik Jones          | Petty GMS Motorsports                           | Chevrolet | 191   | 11 |
| 30                       | 22 | 4      | Kevin Harvick       | Stewart-Haas Racing                             | Ford      | 191   | 10 |
| 31                       | 39 | 62     | Noah Gragson (i)    | Beard Motorsports                               | Chevrolet | 190   | 0  |
| 32                       | 1  | 5      | Kyle Larson         | Hendrick Motorsports                            | Chevrolet | 190   | 9  |
| 33                       | 29 | 38     | Todd Gilliland (R)  | Front Row Motorsports                           | Ford      | 190   | 13 |
| 34                       | 12 | 20     | Christopher Bell    | Joe Gibbs Racing                                | Toyota    | 152   | 3  |
| 35                       | 15 | 8      | Tyler Reddick       | Richard Childress Racing                        | Chevrolet | 151   | 2  |
| 36                       | 28 | 44     | Greg Biffle (i)     | NY Racing Team                                  | Chevrolet | 136   | 0  |
| 37                       | 30 | 11     | Denny Hamlin        | Joe Gibbs Racing                                | Toyota    | 63    | 1  |
| 38                       | 23 | 24     | William Byron       | Hendrick Motorsports                            | Chevrolet | 62    | 1  |
| 39                       | 8  | 21     | Harrison Burton (R) | Wood Brothers Racing                            | Ford      | 62    | 1  |
| 40                       | 19 | 1      | Ross Chastain       | Trackhouse Racing Team                          | Chevrolet | 62    | 1  |
| Risultati ufficiali gara |    |        |                     |                                                 |           |       |    |

### Statistiche della gara
- Cambiamenti 1ª posizione: 35, con 13 piloti diversi
- Cautions/Giri: 7 caution per 37 giri
- Bandiere rosse: 1 (5 minuti e 32 secondi)
- Tempo di gara: 3 ore, 31 minuti e 53 secondi
- Velocità media: 142.295 miglia orarie (229.002 km/h)

### Cronologia gara
| Giro | Evento |
| ---- | --- |
| -    | Logano (utilizzo del muletto), Villeneuve (cambio del motore), Briscoe (esito negativo controlli tecnici), Hemric (esito negativo controlli tecnici) partono dal fondo dello schieramento. Briscoe e Hemric perdono anche un uomo ai box; Hemric dovrà effettuare anche un drive through dopo la bandiera verde. |
| 1    | Bowman è all'interno e lascia passare Larson che, dall'esterno, scende in corsia interna e prende la testa della corsa. In curva 2, tuttavia, Keselowski si inserisce nel buco lasciato da Larson e, con Cindric alle spalle, passa in testa. |
| 3    | La corsia esterna guadagna terreno su quella interna: 4 Ford guidano un treno di 16 auto. Perdono terreno Hemric (che ha effettuato il suo drive through) e Villeneuve (problema al sistema di pressione dell'acqua). |
| 7    | La corsia interna riguadagna terreno, con la Toyota di Kyle Busch che conquista la prima posizione e le altre 3 Toyota di Bell, Truex e Kurt Busch. |
| 8    | Grazie alla spinta di Cindric, Keselowski all'esterno riconquista la testa della gara. |
| 9    | Dopo la sua penalità, Hemric viene doppiato ma riesce a rimanere incollato al gruppo. |
| 20   | Villeneuve recupera contatto con il gruppo e sono 40 le auto a pieni giri. |
| 25   | La corsa interna, con alla testa Kyle Busch, recupera posizioni. Biffle entra ai box e poi nel garage lamentandosi per un problema al motore. Verrà penalizzato a causa di un uomo della sua crew che sale troppo in fretta sul muretto dei box. |
| 27   | Kyle Busch e la corsia interna completa la sua rimonta e passa in testa alla gara. Si formano due coppie di Toyota (Kyle Busch-Bell) e di Ford (Keselowski-Cindric) che si alternano al comando. |
| 32   | Keselowski torna in testa alla gara in corsa esterna, spinto da Cindric. |
| 33   | Di nuovo Kyle Busch si riporta in testa con l'aiuto di Christopher Bell. |
| 37   | Incomincia la girandola dei box. Ad effettuare subito rifornimento e cambio gomme sono prima degli altri le Ford (tranne Keselowski che, trovandosi all'esterno, non riesce a trovare subito il varco per entrare in pit lane). Villeneuve va in testacoda in corsia dei box, per poi riprendere la sua gara, mentre Ty Dillon subisce una penalità per velocità eccessiva in pit lane. |
| 41   | Kaz Grala, in uscita dai box, mentre affronta curva 2 perde improvvisamente la ruota posteriore destra. È inevitabile la chiamata della bandiera gialla. Briscoe rallenta improvvisamente e Blaney lo tampona senza volerlo mandandolo in testacoda e danneggiandogli in maniera lieve il diffusore. |
| 46   | La caution finisce e vengono sventolate le bandiere verdi. Alla restart della gara è Kyle Busch a trovarsi in testa all'interno grazie alla spinta di Denny Hamlin, tallonato al secondo posto e all'esterno da Joey Logano (che è riuscito a risalire tutto il gruppo, essendo partito dal fondo dello schieramento). La corsia interna sembra comunque quella preferibile. |
| 53   | I commissari di gara sono costretti a chiamare la seconda caution. Haley perde una ruota a causa della rottura del cerchione. Alcuni piloti ne approfittano per effettuare una nuova sosta ai box, con Blaney che non riesce a ripartire subito per un problema al cambio gomme. |
| 57   | Alla restart, Kyle Busch (che in quel momento si trova all'esterno), scatta in prima posizione e si porta subito davanti a Hamlin in corsia interna. Ben presto la prima auto in corsia esterna, guidata da Byron, si porta davanti a Kyle Busch e gli si pone davanti in corsia interna. |
| 59   | Al comando della gara si mette Harrison Burton, che in corsia esterna spinto decisamente da Martin Truex. Quest'ultimo ne approfitta per passare a sua volta in testa tagliando in corsia interna davanti a Byron. Intanto Keselowski, che si trova all'esterno dietro Harrison Burton, spinge forte su quest'ultimo per farlo stare avanti. Ma la corsia interna guidata da Martin Truex è la più veloce. |
| 63   | Le spinte di Keselowski sul rookie Burton sono eccessive, provocando il primo incidente serio della gara. Burton perde il controllo dell'auto sbandando verso sinistra, ovvero (essendo in corsia esterna) verso il centro. Nel big one rimangono coinvolti Byron, Kyle Busch, Bell, Hamlin, Chastain e Bowman. È quest'ultimo che venendo a toccando con Burton provoca una vera e propria giravolta dell'auto di quest'ultimo che atterra comunque sulle quattro ruote. Nessun ferito, ma Chastain, Burton, Byron e Hamlin si ritirano dalla gara. I commissari chiamano la terza caution.                                                                      |
| 65   | La Stage 1 viene vinta da Martin Truex Jr. in regime di caution. |
| 67   | Dopo la fine della Stage 1 diversi piloti ne approfittano per un nuovo pit-stop, oppure per riparazioni più approfondite, come nel caso di Kyle Busch e Alex Bowman. |
| 72   | Viene mostrata la bandiera verde e al restart davanti a tutti c'è Erik Jones, tallonato da Blaney. Truex è precipitato quindicesimo. Tuttavia, Cindric spinge decisamente il suo compagno di squadra e lo porta in prima posizione. I due, in coordinazione, si portano dunque in corsia interna. |
| 75   | La corsa viene presa in mano da ben 7 Ford nelle prime 7 posizioni. Si forma un "treno" di 23 auto in fila. |
| 100  | A metà gara Blaney è ancora in testa su Cindric, seguiti da Buescher, Harvick, Keselowski, Gilliland, Custer, McDowell, Dillon e Briscoe. Nelle prime 12 posizioni, ci sono 11 Ford. |
| 103  | Comincia una nuova girandola di pit-stop. Ad entrare per prime sono le Chevrolet, tra cui quella di Cassill: questi, per ripartire velocemente dopo la sosta, rischia di investire i meccanici di Cody Ware, nello stallo a fianco. |
| 107  | È il turno delle Ford di fare il pit-stop. Qualche problema per Briscoe, che va lungo rispetto al suo stallo e in tal modo ostacola Cindric. |
| 109  | Sono ora le Toyota ad effettuare la sosta, assieme alla Chevrolet di Elliott (che nel frattempo era rimasto staccato rispetto ai suoi compagni di marca). I problemi di Elliott, comunque, non finiscono qui perché l'auto si spegne durante la sosta e perde molto tempo prima di ripartire. |
| 110  | Dopo le varie soste ed il rimescolamento di posizioni, al comando della gara si trova Brad Keselowski. |
| 113  | Cole Custer deve tornare ai box dopo pochi giri. È la prima auto a riscontrare di aver avuto problemi al rifornimento, non avendo caricato carburante a sufficienza nel serbatoio. |
| 123  | Kyle Larson, in seconda posizione, tenta di superare Keselowski portandosi all'esterno, ma il leader della corsa lo blocca. Intanto dalle retrovie, il gruppo delle Toyota tenta un assalto alla testa della corsa formando un altro trenino in corsia esterna. La lotta per la Stage 2 è cominciata. |
| 125  | Quando mancano 5 giri alla fine della Stage 2, Keselowski è costretto a portarsi all'esterno per chiudere la gran rimonta che sta conducendo Larson e, dietro di lui, il gruppo Toyota. Larson, tuttavia, intuisce la chiusura e incrocia la sua traiettoria con quella di Keselowski. Per breve tempo Larson si trova in testa, ma viene subito scalzato da Keselowski, che ritorna al comando della gara, inseguito da Logano e Truex. |
| 128  | La testa della corsa raggiunge un gruppetto di ritardatari composto da Briscoe, Villeneuve e Grala. Gli ultimi due si fanno passare senza problemi, mentre Briscoe si piazza davanti a Keselowski per cercare la spinta di quest'ultimo. |
| 129  | All'ultimo giro della Stage 2, Keselowski cerca di superare Briscoe all'interno. La sua mossa non va a buon fine, dato che Logano preferisce rimanere incollato a Briscoe per avere un po' di scia in corsia esterna e passa al comando. All'ultima curva Truex, che è dietro Logano, decide di saltare Briscoe e quest'ultimo all'interno vincendo in tal modo la Stage 2 (replicando così il successo ottenuto nella Stage 1). |
| 134  | In regime di bandiera gialla dopo la fine della Stage 2, tutti i piloti rientrano ai box per un pit-stop di rifornimento e cambio gomme. Se c'è chi effettua riparazioni alla macchina, c'è anche chi, come McDowell, entra troppo veloce in pit-lane e viene penalizzato. Joey Logano impiega diverso tempo ai box per un problema alla ruota anteriore destra, come anche Elliott (problema alla sospensione anteriore destra). Dopo la sosta ai box, prima della restart si posiziona in testa alla corsa Keselowski, seguito da Cindric, Wallace, Harvick, Jones, Almirola, Blaney, Truex, Buescher e Dillon.                                                 |
| 138  | Alla bandiera verde della restart, Keselowski sceglie la corsia esterna e supera agilmente Chris Buescher, per poi mettersi davanti a quest'ultimo in corsia interna. |
| 151  | In curva 4 Reddick rompe improvvisamente la sospensione posteriore e va in testacoda colpendo in corsia esterna Truex e Logano. Inevitabile la chiamata della quinta caution. In qualche modo, i meccanici di Truex riescono a rimettere a posto l'auto, mentre Logano e Reddick sono bloccati sull'erba con le ruote bucate e non riescono a ripartire. |
| 155  | Ancora in regime di caution, viene aperta la pit lane e tutti si gettano ai box per effettuare cambi gomme e rifornimento. |
| 159  | La gara riparte con la bandiera verde e Cindric è davanti a tutti in corsia interna. Al suo fianco, secondo, c'è Bubba Wallace all'esterno; dietro di loro, rispettivamente, ci sono Blaney e Jones. Blaney riesce subito a spingere forte il suo compagno di squadra Cindric, mentre Wallace non ha l'aiuto necessario per rimanere incollato ai battistrada da Jones, che si sfila verso le retrovie. A insidiare Wallace all'esterno si fa avanti Buescher, che però viene bloccato da Wallace efficacemente. |
| 163  | Kyle Busch si piazza dietro Wallace all'esterno e lo spinge fino a raggiungere la coppia di Ford in testa. Parte da qui un testa a testa tra le due Ford di Cindric e Blaney, e le due Toyota di Wallace e Busch che dura per una ventina di giri. |
| 165  | Bubba Wallace riesce dall'esterno a superare Cindric e decide di piazzarsi davanti a quest'ultimo in corsia interna. La sua manovra però dura soltanto un giro, perché ritorna subito in corsia esterna, preferendo le spinte del suo compagno di Toyota Kyle Busch. |
| 175  | Bubba Wallace viene spinto pesantemente da Kyle Busch e i due riescono a superare Cindric e a piazzarsi davanti a lui e a Blaney all'interno. In corsia esterna Stenhouse è il più avanzato. Le Toyota sembrano abbiano vinto la battaglia con le Ford. |
| 178  | Stenhouse, dall'esterno, riesce a sopravanzare Wallace grazie alle spinte di Buescher e si piazza al comando della gara. Un nuovo duello è in vista: all'interno Wallace e Kyle Busch, mentre all'esterno ci sono Stenhouse e Buescher. Incominciano i primi problemi di stabilità delle vetture, l'incidente è dietro l'angolo. |
| 182  | Per superare i doppiati, il gruppo perde la sua conformazione a doppia fila e si sfila uno dietro l'altro, facendo saltare così anche possibili alleanze. In testa, Stenhouse è scortato dalle spinte di Buescher, poi ci sono Larson, Gilliland, Harvick, Erik Jones, Kyle Busch, Cindric, Blaney, Keselowski, Wallace, Gragson, Almirola, Elliott, Ragan, Dillon, Truex, Briscoe, McDowell ed Hemric. |
| 186  | Cindric e Blaney decidono di smuovere le acque e si fiondano all'interno staccandosi dalla fila principale che è tutta schiacciata verso il muretto di cinta del circuito. Di fronte hanno un gruppetto di 5 auto da doppiare. Davandi alle due Ford si mette Harvick, ma Stenhouse, Buescher e Larson prevedono la mossa e si mettono all'interno. Di nuovo si riforma un'unica fila indiana. |
| 189  | Dalla quarta e quinta posizione, Cindric e Blaney riprovano un altro attacco in corsia interna. Stenhouse si mette subito davanti a loro tagliandogli la strada, ma non lo segue Buescher e Harvick, che rimangono in corsia esterna. Harvick viene risucchiato dalla scia di Buescher e, dietro di loro, Kyle Busch tampona Harvick, il quale sbanda verso il centro pista. Kyle Busch ne esce indenne, mentre hanno la peggio Gilliland, Erik Jones, Elliott e Gragson. Per lasciare abbastanza giri per chiudere la gara, viene chiamata la bandiera rossa e le auto si fermano.                                                                               |
| 192  | Dalla bandiera rossa, si passa alla bandiera gialla. Con la caution le auto si rimettono in moto. Dopo una fermata ai box di qualche pilota, Stenhouse sceglie l'esterno prima della ripartenza. Dietro di lui c'è Keselowski, mentre all'interno si riforma la coppia Ford Cindric-Blaney. |
| 194  | Con la bandiera verde si riparte. In curva 4, le spinte di Keselowski sono troppo forti per Stenhouse, il quale va subito in testacoda coinvolgendo nell'incidente anche Buescher. La sesta caution è inevitabile. |
| 196  | Le operazioni di ripristino della pista vanno per le lunghe, e i commissari di gara dichiarano l'overtime, ovvero 2 giri in più dei 200 previsti. A differenza delle restart precedenti, Cindric e Blaney si separano, con quest'ultimo all'interno davanti Wallace. All'esterno, Cindric è davanti Kyle Busch. |
| 200  | Alla restart, Cindric è all'esterno il più veloce e si mette davanti a Blaney all'interno, che intanto a rallentato per consentire al suo compagno di squadra di rientrare in corsia interna. All'esterno Keselowski viene spinto da Briscoe a tutta forza e affiancano Blaney. |
| 201  | All'ultimo giro, in curva 4, si aprono definitivamente i giochi per la vittoria finale. Nelle retrovie Busch e Briscoe si ostacolano all'esterno e toccano il muretto, mentre davanti a loro Keselowski non può nulla contro i suoi avversari della corsia interna. Cindric controlla in prima posizione, mentre Blaney decide di passare all'esterno ma viene chiuso dallo stesso Cindric. Per Wallace è un'occasione ghiotta, dato che è il più avanti in corsia interna. Blaney non può fare nulla e si arrende toccando anche lui il muretto. Cindric può quindi concentrarsi per chiudere la rimonta di Wallace all'interno e taglia per primo il traguardo. |

## Classifica dopo la gara

### Classifica piloti
| Pos | Pilota              | Punti |
| --- | ------------------- | ----- |
| 1   | Austin Cindric      | 54    |
| 2   | Brad Keselowski     | 54    |
| 3   | Martin Truex Jr.    | 49    |
| 4   | Bubba Wallace       | 47    |
| 5   | Chase Briscoe       | 41    |
| 6   | Ryan Blaney         | 41    |
| 7   | Michael McDowell    | 39    |
| 8   | Kyle Busch          | 38    |
| 9   | Chris Buescher      | 35    |
| 10  | Chase Elliott       | 34    |
| 11  | Joey Logano         | 33    |
| 12  | Aric Almirola       | 32    |
| 13  | David Ragan         | 29    |
| 14  | Ty Dillon           | 26    |
| 15  | Ricky Stenhouse Jr. | 25    |
| 16  | Kurt Busch          | 24    |

### Classifica costruttori
| Pos | Pilota    | Punti |
| --- | --------- | ----- |
| 1   | Ford      | 40    |
| 2   | Toyota    | 35    |
| 3   | Chevrolet | 27    |